# كارل إرنست هرمان كراوس
كارل إرنست هرمان كراوس (و. 1822 – 1893 م) هو مدرس ألماني، ولد في نورتهايم، توفي في روستوك، عن عمر يناهز 71 عاماً.